# Llista d'asteroides/206601-206700
| Nom      | Designació provisional | Data de descobriment   | Lloc de descobriment | Descobridor/s  |
| -------- | ---------------------- | ---------------------- | -------------------- | -------------- |
| 206601 - | 2003 WE54              | 20 de novembre de 2003 | Kitt Peak            | Spacewatch     |
| 206602 - | 2003 WB55              | 20 de novembre de 2003 | Socorro              | LINEAR         |
| 206603 - | 2003 WG55              | 20 de novembre de 2003 | Socorro              | LINEAR         |
| 206604 - | 2003 WJ61              | 19 de novembre de 2003 | Kitt Peak            | Spacewatch     |
| 206605 - | 2003 WY64              | 19 de novembre de 2003 | Kitt Peak            | Spacewatch     |
| 206606 - | 2003 WO66              | 19 de novembre de 2003 | Kitt Peak            | Spacewatch     |
| 206607 - | 2003 WD69              | 19 de novembre de 2003 | Kitt Peak            | Spacewatch     |
| 206608 - | 2003 WN76              | 19 de novembre de 2003 | Socorro              | LINEAR         |
| 206609 - | 2003 WC77              | 19 de novembre de 2003 | Palomar              | NEAT           |
| 206610 - | 2003 WF78              | 20 de novembre de 2003 | Socorro              | LINEAR         |
| 206611 - | 2003 WZ79              | 20 de novembre de 2003 | Socorro              | LINEAR         |
| 206612 - | 2003 WN94              | 19 de novembre de 2003 | Anderson Mesa        | LONEOS         |
| 206613 - | 2003 WO100             | 20 de novembre de 2003 | Palomar              | NEAT           |
| 206614 - | 2003 WN103             | 21 de novembre de 2003 | Socorro              | LINEAR         |
| 206615 - | 2003 WX107             | 24 de novembre de 2003 | Kitt Peak            | Spacewatch     |
| 206616 - | 2003 WK110             | 20 de novembre de 2003 | Socorro              | LINEAR         |
| 206617 - | 2003 WX110             | 20 de novembre de 2003 | Socorro              | LINEAR         |
| 206618 - | 2003 WX114             | 20 de novembre de 2003 | Socorro              | LINEAR         |
| 206619 - | 2003 WS117             | 20 de novembre de 2003 | Socorro              | LINEAR         |
| 206620 - | 2003 WW123             | 20 de novembre de 2003 | Socorro              | LINEAR         |
| 206621 - | 2003 WY123             | 20 de novembre de 2003 | Socorro              | LINEAR         |
| 206622 - | 2003 WT140             | 21 de novembre de 2003 | Socorro              | LINEAR         |
| 206623 - | 2003 WA141             | 21 de novembre de 2003 | Socorro              | LINEAR         |
| 206624 - | 2003 WR142             | 21 de novembre de 2003 | Palomar              | NEAT           |
| 206625 - | 2003 WW142             | 23 de novembre de 2003 | Socorro              | LINEAR         |
| 206626 - | 2003 WM145             | 21 de novembre de 2003 | Socorro              | LINEAR         |
| 206627 - | 2003 WO146             | 23 de novembre de 2003 | Palomar              | NEAT           |
| 206628 - | 2003 WE151             | 24 de novembre de 2003 | Palomar              | NEAT           |
| 206629 - | 2003 WT154             | 26 de novembre de 2003 | Socorro              | LINEAR         |
| 206630 - | 2003 WK159             | 29 de novembre de 2003 | Socorro              | LINEAR         |
| 206631 - | 2003 WO161             | 30 de novembre de 2003 | Socorro              | LINEAR         |
| 206632 - | 2003 WD167             | 18 de novembre de 2003 | Kitt Peak            | Spacewatch     |
| 206633 - | 2003 WO170             | 20 de novembre de 2003 | Socorro              | LINEAR         |
| 206634 - | 2003 WA171             | 21 de novembre de 2003 | Palomar              | NEAT           |
| 206635 - | 2003 WS171             | 29 de novembre de 2003 | Socorro              | LINEAR         |
| 206636 - | 2003 WX171             | 29 de novembre de 2003 | Socorro              | LINEAR         |
| 206637 - | 2003 WR172             | 30 de novembre de 2003 | Kitt Peak            | Spacewatch     |
| 206638 - | 2003 WA190             | 24 de novembre de 2003 | Socorro              | LINEAR         |
| 206639 - | 2003 WJ190             | 24 de novembre de 2003 | Palomar              | NEAT           |
| 206640 - | 2003 XS5               | 3 de desembre de 2003  | Anderson Mesa        | LONEOS         |
| 206641 - | 2003 XJ8               | 4 de desembre de 2003  | Socorro              | LINEAR         |
| 206642 - | 2003 XH13              | 14 de desembre de 2003 | Palomar              | NEAT           |
| 206643 - | 2003 XL13              | 14 de desembre de 2003 | Palomar              | NEAT           |
| 206644 - | 2003 XM21              | 14 de desembre de 2003 | Kitt Peak            | Spacewatch     |
| 206645 - | 2003 XZ34              | 3 de desembre de 2003  | Socorro              | LINEAR         |
| 206646 - | 2003 YG3               | 19 de desembre de 2003 | Kingsnake            | J. V. McClusky |
| 206647 - | 2003 YL6               | 17 de desembre de 2003 | Socorro              | LINEAR         |
| 206648 - | 2003 YL9               | 16 de desembre de 2003 | Anderson Mesa        | LONEOS         |
| 206649 - | 2003 YD18              | 16 de desembre de 2003 | Catalina             | CSS            |
| 206650 - | 2003 YP23              | 17 de desembre de 2003 | Socorro              | LINEAR         |
| 206651 - | 2003 YU24              | 18 de desembre de 2003 | Socorro              | LINEAR         |
| 206652 - | 2003 YH25              | 18 de desembre de 2003 | Socorro              | LINEAR         |
| 206653 - | 2003 YQ26              | 18 de desembre de 2003 | Kitt Peak            | Spacewatch     |
| 206654 - | 2003 YX27              | 17 de desembre de 2003 | Palomar              | NEAT           |
| 206655 - | 2003 YN35              | 19 de desembre de 2003 | Socorro              | LINEAR         |
| 206656 - | 2003 YD37              | 17 de desembre de 2003 | Kitt Peak            | Spacewatch     |
| 206657 - | 2003 YF39              | 19 de desembre de 2003 | Kitt Peak            | Spacewatch     |
| 206658 - | 2003 YW39              | 19 de desembre de 2003 | Kitt Peak            | Spacewatch     |
| 206659 - | 2003 YD44              | 19 de desembre de 2003 | Kitt Peak            | Spacewatch     |
| 206660 - | 2003 YL50              | 18 de desembre de 2003 | Socorro              | LINEAR         |
| 206661 - | 2003 YP60              | 19 de desembre de 2003 | Kitt Peak            | Spacewatch     |
| 206662 - | 2003 YB64              | 19 de desembre de 2003 | Socorro              | LINEAR         |
| 206663 - | 2003 YF66              | 20 de desembre de 2003 | Socorro              | LINEAR         |
| 206664 - | 2003 YL71              | 18 de desembre de 2003 | Socorro              | LINEAR         |
| 206665 - | 2003 YZ72              | 18 de desembre de 2003 | Socorro              | LINEAR         |
| 206666 - | 2003 YA78              | 18 de desembre de 2003 | Socorro              | LINEAR         |
| 206667 - | 2003 YJ82              | 18 de desembre de 2003 | Socorro              | LINEAR         |
| 206668 - | 2003 YE85              | 19 de desembre de 2003 | Socorro              | LINEAR         |
| 206669 - | 2003 YY86              | 19 de desembre de 2003 | Socorro              | LINEAR         |
| 206670 - | 2003 YL89              | 19 de desembre de 2003 | Socorro              | LINEAR         |
| 206671 - | 2003 YK95              | 19 de desembre de 2003 | Socorro              | LINEAR         |
| 206672 - | 2003 YR107             | 23 de desembre de 2003 | Socorro              | LINEAR         |
| 206673 - | 2003 YC111             | 27 de desembre de 2003 | Desert Eagle         | W. K. Y. Yeung |
| 206674 - | 2003 YX111             | 23 de desembre de 2003 | Socorro              | LINEAR         |
| 206675 - | 2003 YB114             | 25 de desembre de 2003 | Kitt Peak            | Spacewatch     |
| 206676 - | 2003 YF125             | 27 de desembre de 2003 | Socorro              | LINEAR         |
| 206677 - | 2003 YT126             | 27 de desembre de 2003 | Socorro              | LINEAR         |
| 206678 - | 2003 YY129             | 27 de desembre de 2003 | Socorro              | LINEAR         |
| 206679 - | 2003 YJ131             | 28 de desembre de 2003 | Socorro              | LINEAR         |
| 206680 - | 2003 YU132             | 28 de desembre de 2003 | Socorro              | LINEAR         |
| 206681 - | 2003 YD135             | 28 de desembre de 2003 | Socorro              | LINEAR         |
| 206682 - | 2003 YQ135             | 28 de desembre de 2003 | Socorro              | LINEAR         |
| 206683 - | 2003 YJ140             | 28 de desembre de 2003 | Socorro              | LINEAR         |
| 206684 - | 2003 YE142             | 28 de desembre de 2003 | Socorro              | LINEAR         |
| 206685 - | 2003 YM143             | 28 de desembre de 2003 | Socorro              | LINEAR         |
| 206686 - | 2003 YM144             | 28 de desembre de 2003 | Socorro              | LINEAR         |
| 206687 - | 2003 YC148             | 29 de desembre de 2003 | Socorro              | LINEAR         |
| 206688 - | 2003 YO154             | 29 de desembre de 2003 | Catalina             | CSS            |
| 206689 - | 2003 YK155             | 30 de desembre de 2003 | Socorro              | LINEAR         |
| 206690 - | 2003 YL156             | 16 de desembre de 2003 | Kitt Peak            | Spacewatch     |
| 206691 - | 2003 YP156             | 16 de desembre de 2003 | Kitt Peak            | Spacewatch     |
| 206692 - | 2003 YT156             | 16 de desembre de 2003 | Kitt Peak            | Spacewatch     |
| 206693 - | 2003 YA163             | 17 de desembre de 2003 | Socorro              | LINEAR         |
| 206694 - | 2003 YJ170             | 18 de desembre de 2003 | Kitt Peak            | Spacewatch     |
| 206695 - | 2004 AH2               | 13 de gener de 2004    | Anderson Mesa        | LONEOS         |
| 206696 - | 2004 AO2               | 13 de gener de 2004    | Anderson Mesa        | LONEOS         |
| 206697 - | 2004 AZ8               | 14 de gener de 2004    | Palomar              | NEAT           |
| 206698 - | 2004 AD13              | 13 de gener de 2004    | Kitt Peak            | Spacewatch     |
| 206699 - | 2004 BZ1               | 16 de gener de 2004    | Palomar              | NEAT           |
| 206700 - | 2004 BC2               | 16 de gener de 2004    | Palomar              | NEAT           |